# Willy Schraen
Willy Schraen, né le 5 septembre 1969 dans le département du Nord, est un homme politique français, il est le président de la Fédération nationale des chasseurs depuis août 2016.

## Biographie

### Famille et formation
Fils d'un couple d'instituteurs, Willy Schraen naît dans un village des Flandres françaises (Nord). Il passe les week-ends sur les marchés où il aide sa famille à vendre des fleurs coupées. Cette occupation devient son métier.

### Parcours politique
Il est élu conseiller municipal de Broxeele, à 18 ans. Lors des élections municipales de 2014, il est élu conseiller municipal de Bayenghem-les-Eperlecques,. Il est réélu en 2020.
Il souligne son souhait de devenir ministre de la Ruralité et de l'Agriculture : « un ministère de la Chasse n’a aucun intérêt, mais un ministère de la Ruralité et de l’Agriculture, j’en serais ravi ». Xavier Bertrand, candidat à l'investiture des Républicains pour l’élection présidentielle de 2022, lui aurait fait une proposition en ce sens.
Il décide, au côté du lobbyiste Thierry Coste, de lancer une liste pro-chasse pour les élections européennes de 2024, avec le soutien de l’Élysée. Un nouveau parti politique, Alliance Rurale, est annoncé le 5 décembre 2023. Il indique que cette formation n'a « pas vocation à devenir un parti politique » au-delà des élections européennes. Alors que la liste ne décolle pas dans les sondages, ne parvenant pas à atteindre les 1 % d’intentions de vote, il renonce à en prendre la tête et opère un rapprochement avec Jean Lassalle, qui est désigné tête de liste. Plusieurs membres de la liste renoncent à leur candidature, regrettant un accord « en catimini » entre Willy Schraen et Jean Lassalle, sans consultation des membres de l’Alliance rurale. Il mêle la campagne des européennes avec son activité associative, ce qui provoque un malaise parmi son entourage.

### Présidence de fédérations de chasseurs
En 2010, il est élu président de la fédération départementale des chasseurs du Pas-de-Calais. Depuis 2012, il préside l’Institut scientifique Nord Est Atlantique (ISNEA), association de chasseurs qu'il a contribué à fonder. Il est élu à la présidence de la Fédération nationale des chasseurs, le 24 août 2016.
En février 2022, il dépose au Sénat une pétition visant à interdire les subventions aux associations qui entravent la chasse sur le terrain.

### Élections européennes de 2024
En juin 2024, il porte la liste d'Alliance rurale pour les élections européennes de 2024.

## Opinions et polémiques

### Soutien à Emmanuel Macron
Sa proximité avec Emmanuel Macron est fréquemment notée par les journalistes. Fin 2021, il explique n'avoir « jamais connu de président aussi attentif à nous. Son attitude est une grande première : il a tout fait pour nous soutenir, sans tout nous accorder ». Selon lui, le président lui a accordé « les trois quarts » de ce qu’il a demandé. Il annonce voter pour lui dès le premier tour de l'élection présidentielle de 2022,.
En juin 2022, dans le contexte de l'entre-deux-tours des élections législatives de 2022, il insinue sur RMC que la vague de chaleur de juin 2022 serait une « manipulation » pour inciter à voter écologiste, ce qui a provoqué de nombreuses réactions négatives sur les réseaux sociaux,.
Son livre autobiographie, Un chasseur en campagne (2020), est préfacé par le ministre de la Justice Éric Dupond-Moretti.

### Propos sur la chasse
Willy Schraen est favorable à la chasse à la glu. En 2021, critiquant un avis de la Cour de justice de l’Union européenne, il déclare : « On veut empêcher des irréductibles d’attraper quelques milliers d’oiseaux qui ont parfois un peu de mal à voler… C’est du dogmatisme et de l’idéologie. Il y a des choses qui doivent évoluer, mais pas ça. »
Le 9 novembre 2021, s'exprimant à propos de la chasse en enclos sur le plateau des Grandes Gueules de RMC, il affirme n'avoir « rien à foutre de réguler » la faune pendant la chasse, entraînant une vive polémique,.
Il défend l'idée que les chasseurs deviennent des « policiers de proximité » pour lutter contre la délinquance rurale. Il s'oppose à toute interdiction de la chasse le dimanche.
Invité dans l'émission Politiques, à table le 6 mai 2022, il estime que la chasse « cause moins d'un mort par an » ; cette affirmation est ensuite debunkée sur TF1, car elle ne prend pas en compte le contexte des confinements récents, ni les morts de chasseurs eux-mêmes (le décompte est alors de 7 morts en 2020-2021), ni les décès survenus longtemps après l'accident de chasse à cause de celui-ci, ni l'usage des armes de chasse en dehors du contexte de la chasse. 25 % des féminicides sont commis avec une arme de chasse, et ces armes sont aussi utilisées pour tirer hors contexte de chasse vers des routes ou des habitations. En prenant en compte l'usage de armes de chasse hors chasse, plus de 1 000 personnes pourraient être tuées par ces armes en France chaque année. Durant cette même émission, il déclare que les animaux sauvages n'ont ni émotion, ni empathie ni sensibilité, et  invite les Français à « se promener chez eux » pour éviter les accidents de chasse , ce qui, ajouté à sa déclaration que « la nature n'est pas à tout le monde », lui vaut sur les réseaux sociaux une avalanche de protestations et la moquerie de l'association PETA.
Ses détracteurs politiques dénoncent chez lui un sens relatif de la précision. Ainsi, Yves Verilhac, directeur de la Ligue pour la protection des oiseaux dit de lui qu'« il peut être agréable et poli mais sur le fond, c'est le Trump de la gâchette. Plus c'est gros, plus ça passe. »
En juillet 2023, interrogé à propos de l'image négative de la chasse auprès de la population française, il défend l'idée de partager le produit de la chasse avec des non-chasseurs car selon lui, la consommation de viande en France reste l'une des plus élevées d'Europe, et « ce que l’on ne peut gagner par le cœur, on peut le gagner par l’estomac ».

### Affaire du piégeage des chats
Lors d'un live sur Facebook le 3 mai 2020, Willy Schraen évoque la nécessité, pour les chasseurs, d'« agir sur le chat ». Face au tollé provoqué par ces paroles, il précise envisager le piégeage des chats errants se trouvant à plus de 300 mètres des habitations. Son propos est cité par le journaliste et opposant à la chasse Hugo Clément. Schraen déclare avoir reçu de nombreuses menaces de mort et de torture à la suite du partage de ses propos sur les réseaux sociaux, et annonce qu'il porte plainte. Malgré cette polémique, en août 2020, il insiste sur le fait que le piégeage des chats serait justifié par la menace qu'ils représentent pour la biodiversité. Il est placé sous protection policière. Le 24 septembre 2020, huit internautes sont jugés pour avoir menacé Willy Schraen de mort,. Son avocat cite le chiffre de 2 000 menaces de mort. Le 22 octobre 2020, les internautes sont condamnés à des amendes et à des stages de citoyenneté ; Willy Schraen fait appel, et un nouveau procès se tient le 21 avril 2022. Le député Loïc Dombreval, qui faisait partie des personnes accusées de diffamation, a été relaxé, mais un autre député, Éric Diard, a été condamné à une amende.

### Hugo Clément
En juin 2024, il poursuit Hugo Clément pour diffamation. Hugo Clément l'avait traité de « mafieux brandissant la menace de la guerre civile pour empêcher toute régulation de son activité ».

## Publication
- Un chasseur en campagne : pour une défense de la ruralité, préface d'Éric Dupond-Moretti, Chartres, Gerfaut, 2020  (ISBN 978-2-35191-198-3)